# Selepa singaporensis
Selepa singaporensis är en fjärilsart som beskrevs av Embrik Strand 1917. Selepa singaporensis ingår i släktet Selepa och familjen trågspinnare. Inga underarter finns listade i Catalogue of Life.